# Mary da Cuña
Mary da Cuña   (Montevideo, 25 de novembre de 1942 - 24 de setembre de 2016) va ser una actriu i directora teatral uruguaiana.

## Biografia
Mary da Cuña va iniciar la seva formació teatral a l'escola del Club de Teatre, fundada per Antonio Larreta, on va treballar amb Héctor Manuel Vidal, Nelly Goitiño, Roberto Jones, Roberto Fontana, Villanueva Cosse, Juan Alberto Nebot, entre d'altres. En aquest mateix espai va debutar com a actriu el 1969 amb Misia Dura al poder, una obra teatral de contingut polític i autoria compartida per diversos autors, dirigida per Jorge Denevi. El seu debut professional va ser el 1971.
Va ser dirigida per directors com Sergio Otermin, Rubén Yáñez, Villanueva Cosse, Jorge Denevi, Carlos Aguilera, Alberto Rivero, Glòria Levy, Ruben Coletto, entre d'altres. Va actuar en obres de Shakespeare, Woody Allen, Michael Frayn, Neil Simon, George Tabori, Harold Pinter, Copi, etc.
El 1975 es va convertir en la primera dona a formar part d'una murga participant del concurs oficial, a l'integrar-se a Los Diablos Verdes.
En televisió va ser una de les cares més visibles dels programes còmics Telecataplum (on va treballar en la seva segona etapa junt amb Roberto Jones, Pepe Vázquez i Imilce Viñas) i Plop!
Des de 1990 va ser docent a l'Escola de Dansa d'Eduardo Ramírez, l'Escola de Teatre de La Gaviota, l'Escola de Comèdia Musical i en la seva pròpia escola de formació d'actors.
Va guanyar el premi Florencio 2005 a millor actriu per l'obra Raspando la cruz, de Rafael Spregelburd, i va rebre set nominacions al Florencio.
El seu estat de salut la va portar a deixar l'actuació i a enfocar-se en la direcció teatral. Va morir als 73 anys, a causa de les seqüeles d'una perllongada vasculitis, i la van enterrar al cementiri del Nord de Montevideo.
Estava divorciada de l'actor i director teatral Jorge Denevi, amb qui va tenir una filla: l'actriu Julieta Denevi.